# Прип'ять (радіометр)

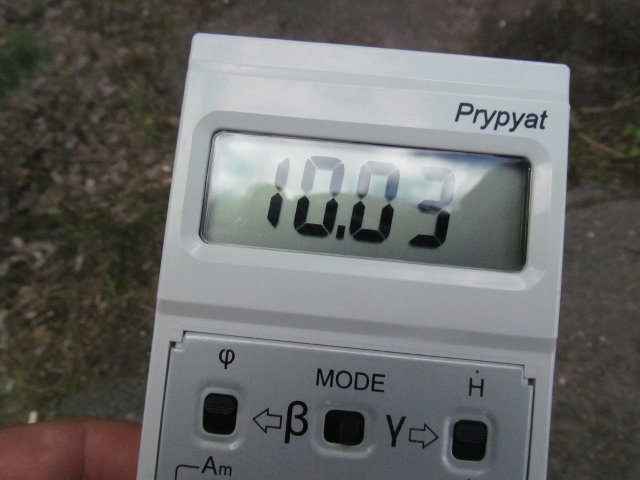
Радіометр «Прип'ять» у заказнику «Чорнобиль спеціальний»

РКС-20.03 «Прип'ять» (англ. RKS-20.03 "Prypyat") — радіометр бета—гамма випромінення. Вироблявся в Україні. Призначений для індивідуального і колективного використання при вимірюванні потужності еквівалентної дози фонового іонізуючого випромінювання, щільності потоку бета-випромінювання, питомої радіоактивності в рідких і сипких речовинах.
Також відомий під експортними назвами Prypyat і Hurpa HJ001.[джерело?]

## Використання

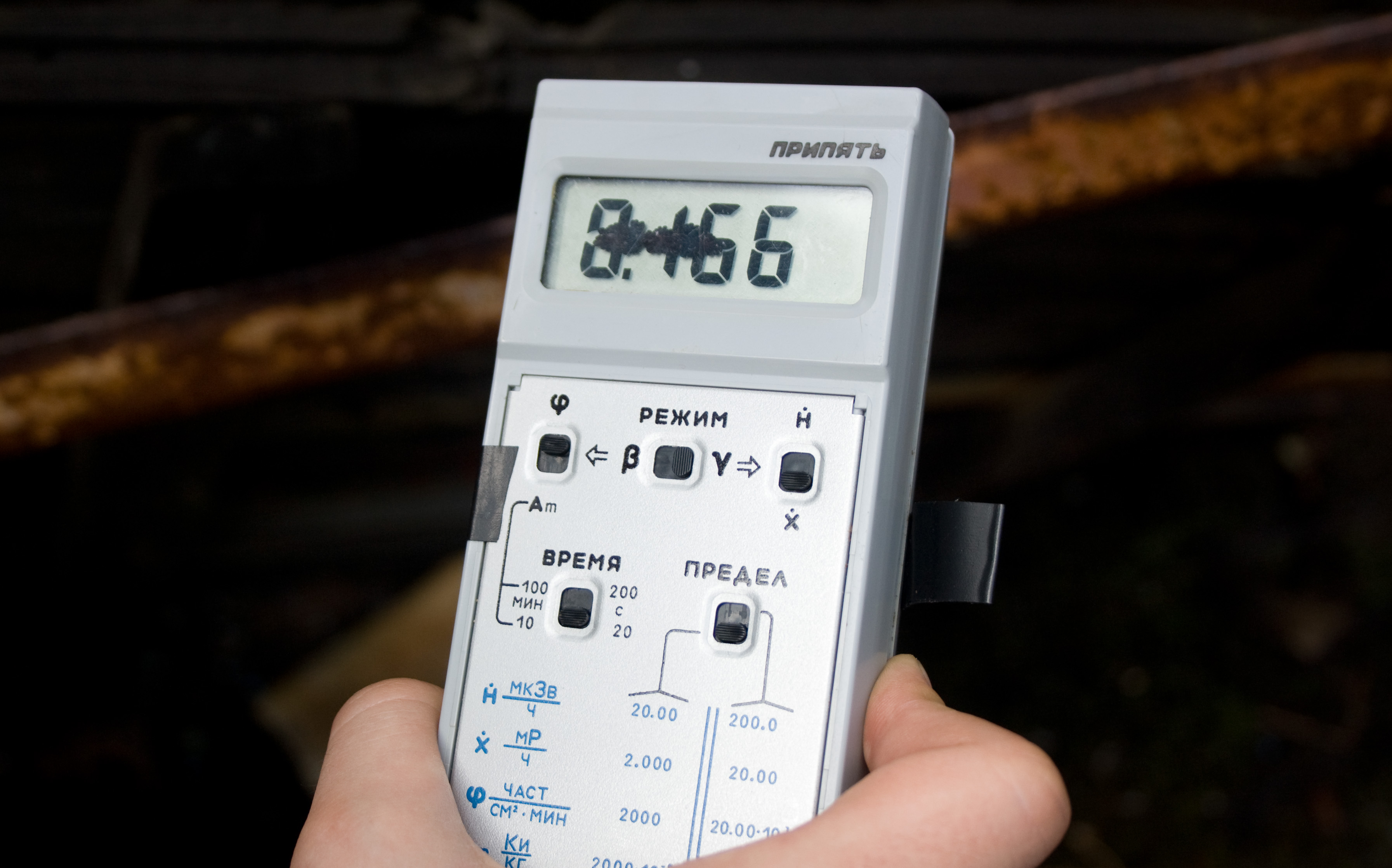
Радіометр «Прип'ять»

Прилад має вимикач звукового сигналізатора і кнопку контролю заряду батареї, що виводить на екран значення напруги батареї живлення у вольтах.
Для вимірювання щільності потоку бета-частинок необхідно здійснити два вимірювання: виміряти потужність дози в режимі «бета», а потім зняти із задньої панелі металеву кришку-фільтр та виміряти потужність знову. Різниця між двома виміряними значеннями вказує на щільність бета-випромінювання.

## Технічні характеристики
| Характеристика                                                        | Діапазон              |
| --------------------------------------------------------------------- | --------------------- |
| Потужність експозиційної дози гамма- і рентгенівського випромінювання | 0,01 … 20,00 мР/год   |
| Потужність еквівалентної дози гамма- і рентгенівського випромінювання | 0,1 … 200,00 мкЗв/год |
| Щільність потоку бета-випромінювання                                  | 5 … 20000 част/см²·хв |
| Границі основної відносної похибки вимірювань                         | ±25%, P=0,95          |
| Робочі температури повітря                                            | -20 … +40 °С          |
| Напруга живлення                                                      | 9,0 В                 |
| Вага                                                                  | 0,3 кг                |
| Габаритні розміри                                                     | 146×73×37 мм          |

Датчиками випромінювання у радіометрі слугують два лічильника типу СБМ-20.
Джерелом живлення слугує батарейка «Крона». У раніших моделях також був роз'єм для живлення від блоку постійного току напругою від 4,7 до 12 В (наприклад, блоку живлення «Електроніка Д2-10 М» або «Електроніка БП2-1»).

## Виробники
Радіометр виготовляли декілька заводів в Україні:
- ВАТ «Меридіан» ім. С. П. Корольова (Київ)[1][8][9][2]
- «Полярон» (Львів)
- «Арсенал» (Київ)
- «Галич-М» (Львів).

## У масовій культурі
У комп'ютерній грі «S.T.A.L.K.E.R.: Тінь Чорнобиля» (2007) радіометр «Прип'ять» використано як основу двох предметів — «ДА-2» і «Декодер».